# Lista de mudanças no nome de divisões administrativas
Esta é uma lista de divisões administrativas, cujos nomes foram alterados oficialmente em um ou mais pontos na história. Não inclui mudanças graduais na ortografia.

## África do Sul
- Natal → KwaZulu/Natal (27 de Abril de 1994) → KwaZulu-Natal (4 de fevereiro de 1997)
- Pretoria-Witwatersrand-Vereeniging → Gauteng (3 de julho de 1995)
- Estado Livre de Orange → Estado Livre (3 de julho de 1995)
- Eastern Transvaal  → Mpumalanga (20 de setembro de 1995)
- Northern Transvaal → Northern Province (20 de setembro de 1995) → Limpopo (11 de julho de 2003)
- North-West → Noroeste (4 de fevereiro de 1997)

## Austrália
- Swan River Colony → Austrália Ocidental (1832)
- Terra de Van Diemen → Tasmânia (1856)
- Norte Austrália → Território do Norte (1931)
- Central Austrália → Território do Norte (1931)
- Território da Capital Federal → Território da Capital Australiana (1938)

## Brasil
- Guaporé → Rondônia (1946)
- Rio Branco → Roraima (1946)

## Canadá
- Terra Nova → Terra Nova e Labrador (2001)

## Coreia do Sul
- Sabi → Soburi → Buyeo
- Tamna → Cheju → Jeju

## Hong Kong
- Castle Peak → Tuen Mun

## Índia
- Assam → Asom (2006) [1]
- Estado Madras → Tamil Nadu (1969) [2]
- Estado de Mysore → Karnataka (1973) [3]
- Orissa → Odisha (2009) [4]

## Indonésia
- Nanggröe Aceh Darussalam → Aceh (2002) [5][6]
- Irian Jaya → Papua (2002) [7]

## Irlanda
- Condado de King's  → Condado de Offaly (1922)
- Condado de Queen's → Condado de Laois (1922)
- Condado de Donegal → Condado de Tirconaill (1922) → Condado de Donegal (1927)

## Paquistão
- North-West Frontier Province → Khyber Pakhtunkhwa (2010)

## Sérvia
- Província Autônoma da Voivodina (1944–1974) → Província Socialista Autónoma da Voivodina (1974–1990)
- Província Socialista Autónoma do Kosovo (1946–1963) → Província Autônoma de Kosovo e Metohija (1964–1974) → Província Socialista Autónoma do Kosovo (1974–1990)